# Алиева, Рафига Алирза кызы
Рафига Алирза кызы Алиева (азерб. Rəfiqə Əlirza qızı Əliyeva; 20 сентября 1932 года, Нахичевань, Нахичеванская АССР, Азербайджанская ССР, ЗСФСР, СССР — 6 мая 2017 года, Баку, Азербайджан) — советский и азербайджанский учёный, доктор химических наук (1999), профессор, действительный член НАН Азербайджана (2014), заслуженный деятель науки Азербайджана (2000).

## Биография
Родилась в городе Нахичевань Нахичеванской АССР Азербайджанской ССР. Сестра известного советского и азербайджанского государственного деятеля Гейдара Алиева, художника Гусейна Алиева, учёных Гасана, Агиля и Джалала Алиевых.
В 1956 году окончила химический факультет Азербайджанского государственного университета. С 1958 года младший научный сотрудник Института химических проблем АН Азербайджана. В 1960—1963 годах — аспирант Бакинского государственного университета. В 1970 году защитила кандидатскую диссертацию. В 1999 году защитила диссертацию на соискание учёной степени доктора химических наук. С 1960 по 2001 год работала ассистентом, старшим преподавателем, доцентом и профессором Бакинского государственного университета. С 2001 года — заведующая научно-исследовательской лабораторией «Экологическая химия и защита окружающей среды» химического факультета БГУ.
В 1999 году получила учёное звание профессора. В 2007 году была избрана членом-корреспондентом НАНА по специальности «Аналитическая химия». С 2014 года — действительный член НАН Азербайджана.

## Научная деятельность
Основные научные труды Р. А. Алиевой посвящены разработке методик определения и применения в сложных системах металлов посредством фотометрических методов, а также с использованием органических реактивов.
Основным научным направлением исследовательской деятельности лаборатории, которой руководила Р. А. Алиева, являлся анализ вредных веществ в составе природных и промышленных объектов, определение металлов с помощью органических реагентов и разработка методов их разделения.
Автор более 450 научных работ, 25 учебников и учебных пособий, 20 патентов, Рафига Алиева являлась членом ряда учёных советов и научных обществ. Под руководством учёного подготовлено более 20 докторов философии и докторов наук.

### Некоторые научные работы
- Алиева Р. А., Пашаев Ф. Г., Гасанов А. Г., Махмудов К. Т. Термодинамическая характеристика комплексообразования некоторых металлов с 3-(4-хлорфенилазо)пентан-2,4-дионом в водно-этанольном растворе (недоступная ссылка — история) // Журнал неорганической химии. — 2009. — Т. 54, № 9. — С. 1477–1481.
- Алиева Р. А., Магеррамов А. М., Махмудов К. Т., Курбанов, Аскеров Р. К. Синтез и кристаллическая структура комплекса меди(II) С 3-(2-гидрокси-3-сульфо-5-нитрофенилгидразо)пентан-2,4-дионом (недоступная ссылка — история) // Координационная химия. — 2009. — Т. 35, № 9. — С. 715–720.
- Алиева Р. А., Мугалова Г.., Нагиев Х. Д., Чырагов Ф. М. Спектрофотометрическое исследование разнолигандного комплекса Mo(VI) 2,2/,3,4-тетраокси-3/-сульфо-5/-хлоразобензолом в присутствии тритона х-114 // Журнал химических проблем. — 2008. — С. 175–177.
- Алиева Р. А., Марданова В. И., Чырагов Ф. М. Комплексообразование никеля(II) с 2-(2-гидрокси-фенилазо)нафталин-1,8-ди гидрокси-3,6-дисульфонатом натрия в присутствии поверх ностно-активных веществ // Журнал Заводская лаборатория. — 2008. — Т. 74, № 5. — С. 21–24.
- Алиева Р. А., Гаджиева С., Абдулла А. М., Нагиев Х. Д., Чырагов Ф. М. Спектрофотометрическое исследование взаимодействия циркония (IV)с 2,2/,3,4-тетраокси-3/-сульфо-5/-нитроазобензолом в присутствии папаверина, дибазола и уротропина // Журнал Химических Проблем. — 2008. — № 4. — С. 96–98.
- Алиева Р. А., Махмудов К. Т., Гаджиева С., Чырагов Ф. М. Фотометрическое определение меди(II) в никелевых сплавах азопроизводными этилацетоацетата // Журнал Аналитическая Химия. — 2008. — Т. 63. — С. 479–482.
- Алиева Р. А., Меликова В. И., Чырагов Ф. М. Азопроизводные пирогаллола как аналитические реагенты для определения никеля(II) // Журнал Аналитическая Химия. — 2007. — Т. 62, № 6. — С. 588–591.

## Награды и премии
Научные и практические достижения Р. А. Алиевой отмечены званиями и наградами:
- Орден «Слава» (30 октября 2009)[1]
- Заслуженный деятель науки Азербайджана (2000)
- Медаль имени академика Ю. Мамедалиева
- Почётные грамоты Министерства образования Азербайджанской Республики (2003, 2004)[2]
- Награда имени Гасана Алиева Министерства образования Азербайджанской Республики (2005)[2]
- Действительный член Нью-Йоркской Академии наук (2000)[2]
- «Человек 2001 года» (2001, Американский институт библиографии)[2]
- «Деловая женщина 2001 года»[2]
- Почётное звание «Учёный года» Бакинского государственного университета (2005)[2]